# Aubrieta erubescens
Aubrieta erubescens là một loài thực vật có hoa trong họ Cải. Loài này được Griseb. mô tả khoa học đầu tiên năm 1843.